# Campanula glomerata
La campanula agglomerata (nome scientifico Campanula glomerata L., 1753) è una pianta erbacea perenne, dai fiori blu a forma di campana, appartenente alla famiglia delle Campanulaceae.

## Etimologia
Il nome generico (campanula) deriva dalla forma a campana del fiore; in particolare il vocabolo deriva dal latino e significa: piccola campana.

Dalle documentazioni risulta che il primo ad usare il nome botanico di “Campanula” sia stato il naturalista belga Rembert Dodoens, vissuto fra il 1517 e il 1585. Tale nome comunque era in uso già da tempo, anche se modificato, in molte lingue europee. Infatti nel francese arcaico queste piante venivano chiamate “Campanelles” (oggi si dicono “Campanules” o “Clochettes”), mentre in tedesco vengono dette “Glockenblumen” e in inglese “Bell-flower” o “Blue-bell”. In italiano vengono chiamare “Campanelle”. Tutte forme queste che derivano ovviamente dalla lingua latina. L'epiteto specifico (“glomerata”) fa riferimento al raggruppamento serrato dei fiori stessi, e deriva dalla parola latina "glomeratus -a -um".
Il binomio scientifico della pianta di questa voce è stato proposto da Carl von Linné (1707 – 1778) biologo e scrittore svedese, considerato il padre della moderna classificazione scientifica degli organismi viventi, nella pubblicazione Species Plantarum - 1: 166. 1753 del 1753.

## Descrizione

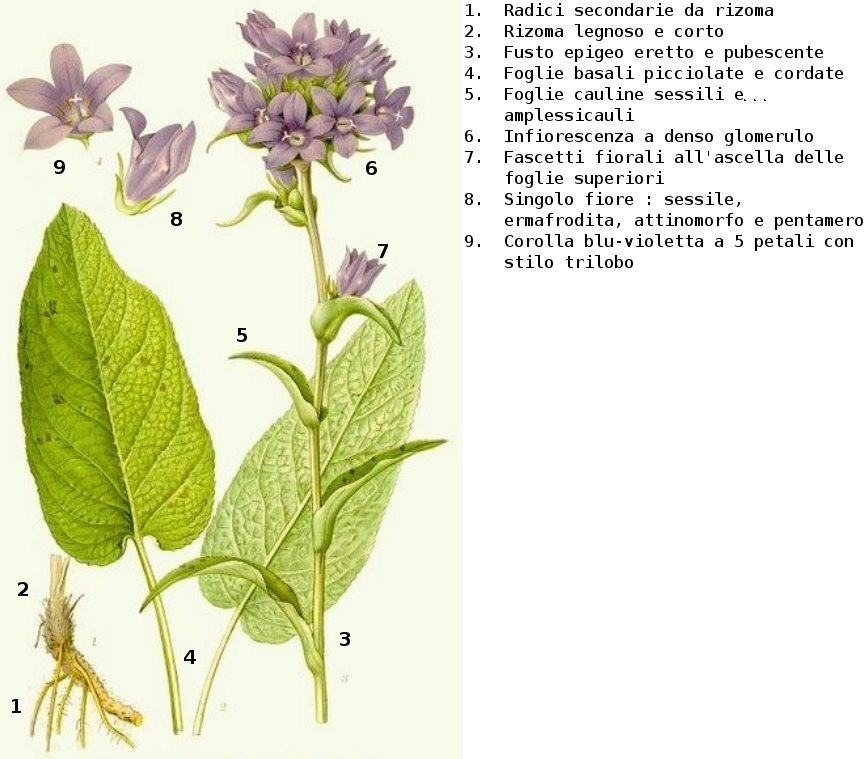
Descrizione delle parti della pianta

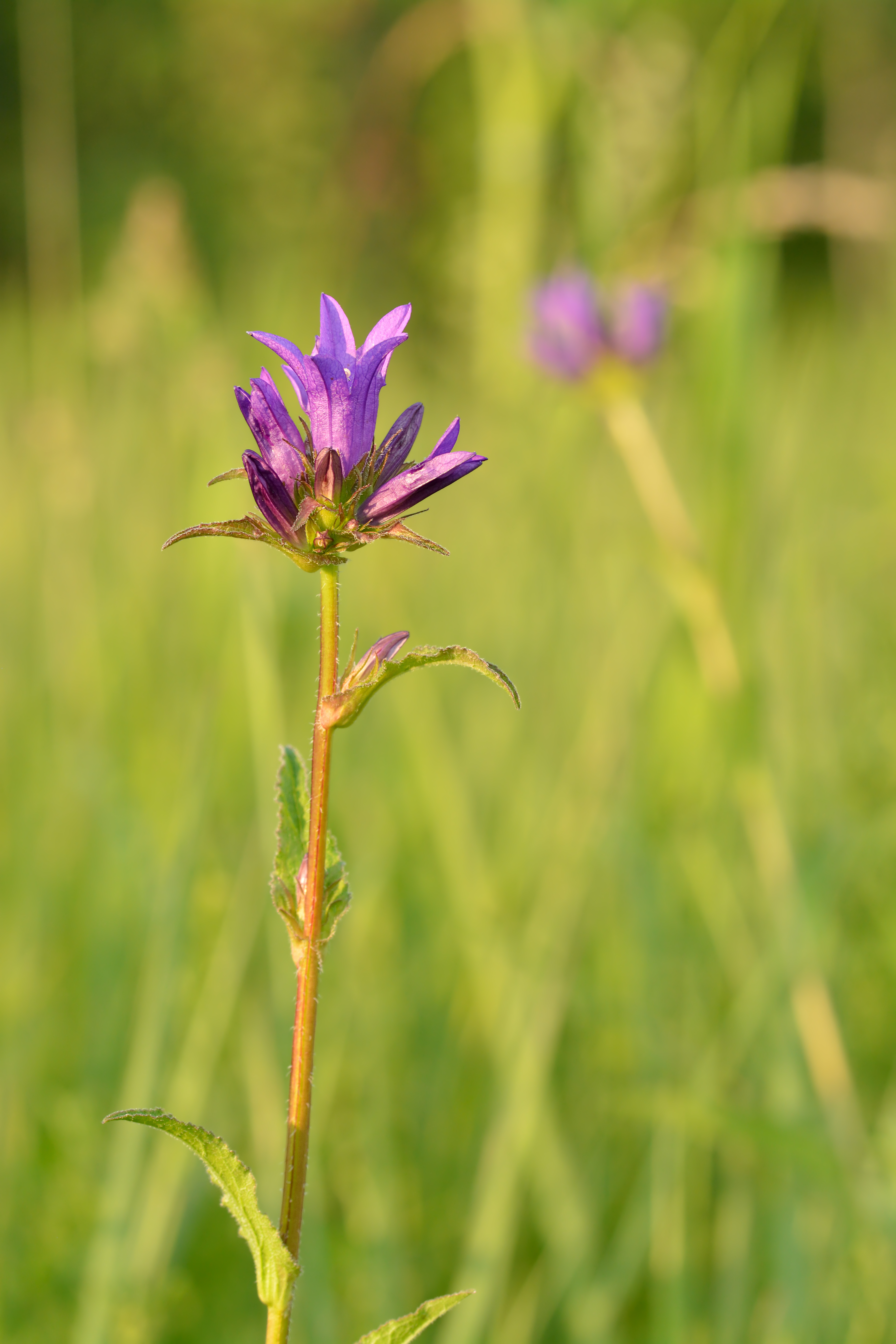
Il portamento

(La seguente descrizione si riferisce alla specie in generale - Campanula glomerata subsp. glomerata, per le varietà vedere più avanti.)
Queste piante possono arrivare fino a 4 - 7 dm di altezza (massimo 1,3 m). La forma biologica è emicriptofita scaposa (H scap), ossia in generale sono piante erbacee, a ciclo biologico perenne, con gemme svernanti al livello del suolo e protette dalla lettiera o dalla neve e sono dotate di un asse fiorale eretto e spesso privo di foglie. La Campanula glomerata è una pianta perenne ma decidua; inoltre, se stropicciata o spezzata, presenta un succo lattiginoso, infatti le campanule contengono lattice lattescente e accumulano inulina.

### Radici
Le radici sono secondarie da rizoma.

### Fusto
- Parte ipogea: la parte sotterranea del fusto è un rizoma un po' legnoso e corto.
- Parte epigea: la parte aerea del fusto è eretta e può arrivare fino a 90 cm (altezza minima 10 cm) ed è pubescente (sparsamente tomentosa) e arrossata. Raramente il fusto è ramificato.

### Foglie

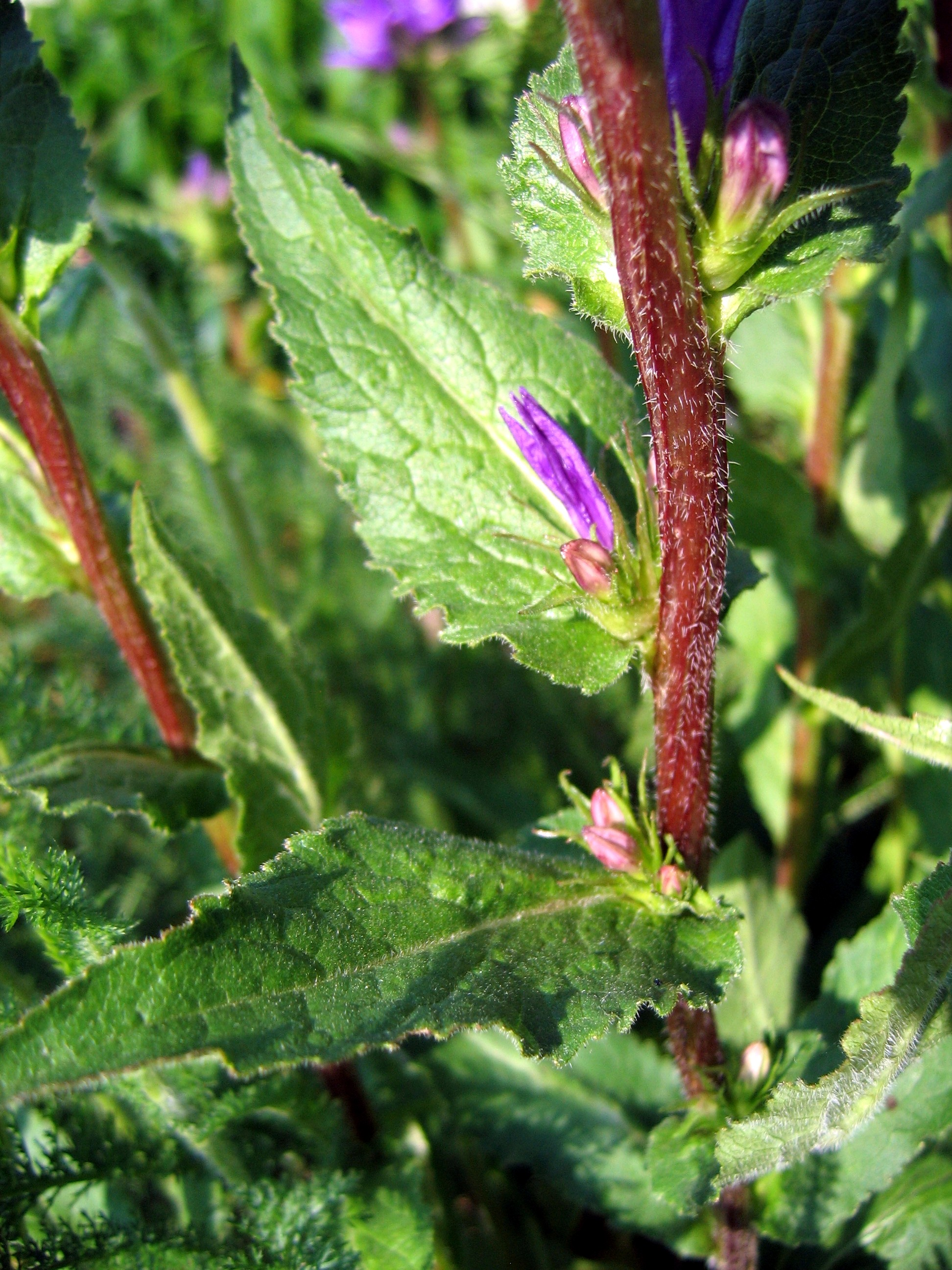
Foglie cauline

La lamina delle foglie è semplice e leggermente crenulata o dentata, mentre la superficie può essere lievemente rugosa e coperta di peli molli. 
- Foglie inferiori: nella parte inferiore del fusto le foglie si presentano lungamente picciolate a forma ovale o oblunga o appena cordata (arrotondate alla base), talvolta possono essere lanceolate. Normalmente sono 2 - 4 volte più lunghe che larghe. Dimensioni delle foglie inferiori: lunghezza da 3 a 12 cm; larghezza da 1,5 a 4 cm.
- Foglie superiori: verso lo scapo fiorale le foglie sono più piccole, la forma è triangolare-cuoriforme sempre abbastanza lanceolata; sono sessili e amplessicauli. Spesso si dispongono in modo alterno lungo il fusto. Dimensioni delle foglie superiori: lunghezza da 30 a 50 mm; larghezza da 10 a 15 mm.

### Infiorescenza

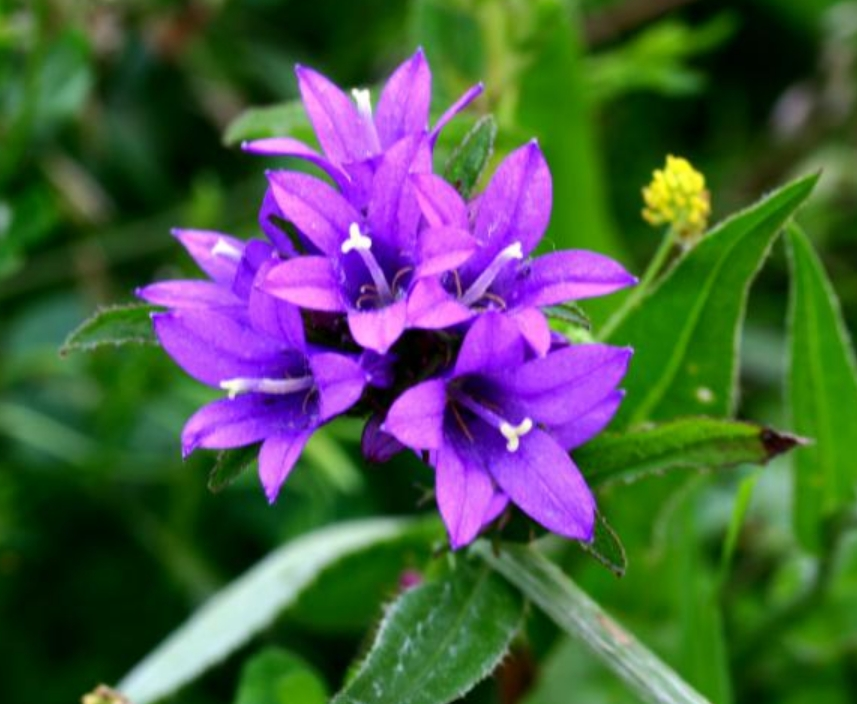
Capolino terminale

I fiori sono riuniti in capolini terminali (densi glomeruli - caratteristica evidente di questa specie) in numero di 5–20. Alcuni fiori (non molti – fascetti più o meno densi) possono essere presenti anche nei nodi intermedi (ascella delle foglie) della parte alta del fusto. L'infiorescenza alla base è sorretta da un ciuffo foglioso di brattee.

### Fiori
I fiori, sessili, sono tetra-ciclici, ossia sono presenti 4 verticilli: calice – corolla – androceo – gineceo (in questo caso il perianzio è ben distinto tra calice e corolla) e pentameri (ogni verticillo ha 5 elementi). I fiori sono gamopetali, ermafroditi e attinomorfi. Dimensione dei fiori: 15 – 30 mm.
- Formula fiorale: per questa pianta viene indicata la seguente formula fiorale:

K (5), C (5), A (5), G (2-5), infero, capsula
- Calice: il calice è gamosepalo ed ha 5 denti acuti – lanceolati (3-4 volte più lungi che larghi); è inoltre lievemente peloso. Dimensione del tubo: 5 mm; dimensione dei denti: larghezza 1,5 – 2 mm; lunghezza 5,5 – 6 mm.
- Corolla: la corolla è gamopetala, pelosetta con divisioni dopo la metà della sua lunghezza; il colore va dal blu all'indaco-chiaro o anche violaceo (raramente sono bianchi). La forma è tipicamente campanulato – imbutiforme e i lobi hanno la forma ovalo-acuta. Dimensione del tubo corollino: da 9 a 12 mm.
- Androceo: gli stami sono 5 con antere, libere (ossia saldate solamente alla base) e filamenti sottili ma membranosi alla base. Il polline è 3-porato.
- Gineceo: lo stilo è unico con 3 stigmi (sporge appena dalla corolla). L'ovario è infero, 3-loculare con placentazione assile (centrale), formato da 3 carpelli (ovario sincarpico). Lo stilo possiede dei peli per raccogliere il polline e può sporge oltre le fauci corolline.
- Fioritura: da giugno ad settembre.

### Frutti
I frutti sono delle capsule subglobose o ovoide-coniche, poricide 3-loculare, ossia deiscenti mediante pori laterali aprentesi inferiormente ai denti calicini; i semi sono molto minuti a forma oblunga. Dimensione delle capsule: circa 4,5 mm. Lunghezza dei semi: 1 - 1,5 mm.

## Riproduzione
- Impollinazione: l'impollinazione avviene tramite insetti (impollinazione entomogama). In queste piante è presente un particolare meccanismo a "pistone": le antere formano un tubo nel quale viene rilasciato il polline raccolto successivamente dai peli dallo stilo che nel frattempo si accresce e porta il polline verso l'esterno.[9]
- Riproduzione: la fecondazione avviene fondamentalmente tramite l'impollinazione dei fiori (vedi sopra).
- Dispersione: i semi cadendo a terra (dopo essere stati trasportati per alcuni metri dal vento, essendo molto minuti e leggeri – disseminazione anemocora) sono successivamente dispersi soprattutto da insetti tipo formiche (disseminazione mirmecoria).

## Distribuzione e habitat

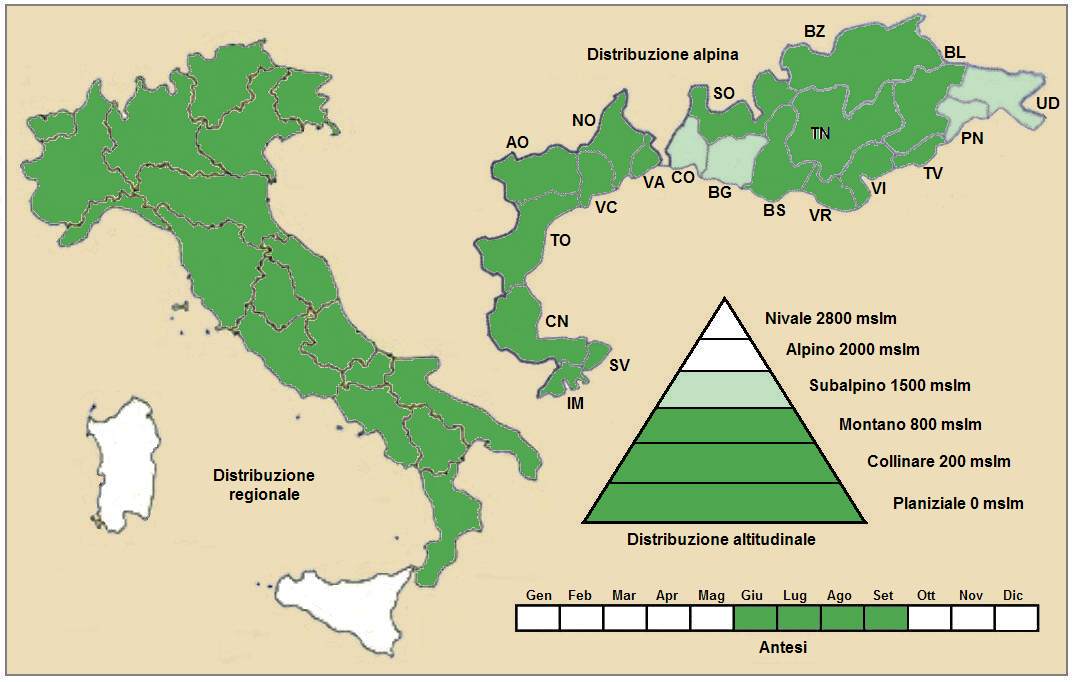
Distribuzione della pianta (Distribuzione regionale – Distribuzione alpina)

- Geoelemento: il tipo corologico (area di origine) è Eurasiatico; quindi il luogo d'origine della specie è Europa, Asia minore e Siberia. La presenza della pianta nell'America del Nord è considerata una sua naturalizzazione.
- Distribuzione: in Italia è molto comune ma non è presente nelle isole. Nelle Alpi è presente sia sul versante meridionale che su quello settentrionale. Sugli altri rilievi europei collegati alle Alpi si trova nella Foresta Nera, Vosgi, Massiccio del Giura, Massiccio Centrale, Pirenei e Carpazi.[12] Nel resto dell'Europa questa pianta è presente quasi dappertutto.
- Habitat: questo fiore si può trovare sui prati falciabili ma asciutti, luoghi erbosi in genere non troppo umidi e margini dei boschi e sentieri. Preferisce terreni a buon contenuto di calcare. Il substrato preferito è calcareo ma anche calcareo/siliceo con pH basico, medi valori nutrizionali del terreno che deve essere secco.[12]
- Distribuzione altitudinale: dal piano fino a 1500 m s.l.m.; da un punto di vista altitudinale questa specie frequenta il piano vegetazionale collinare, quello montano e in parte quello subalpino (oltre a quello planiziale).

### Fitosociologia
Dal punto di vista fitosociologico Campanula glomerata appartiene alla seguente comunità vegetale:
Formazione : comunità a emicriptofite e camefite delle praterie rase magre secche
Classe : Festuco-Brometea

## Tassonomia
La famiglia di appartenenza della Campanula glomerata (Campanulaceae) è relativamente numerosa con 89 generi per oltre 2000 specie (sul territorio italiano si contano una dozzina di generi per un totale di circa 100 specie); comprende erbacee ma anche arbusti, distribuiti in tutto il mondo, ma soprattutto nelle zone temperate. Il genere di questa voce appartiene alla sottofamiglia Campanuloideae (una delle cinque sottofamiglie nella quale è stata suddivisa la famiglia Campanulaceae) comprendente circa 50 generi (Campanula è uno di questi). Il genere Campanula a sua volta comprende 449 specie (circa 50 nella flora italiana) a distribuzione soprattutto circumboreale.

Il Sistema Cronquist assegna al genere Campanula la famiglia delle Campanulaceae e l'ordine delle Campanulales mentre la moderna classificazione APG IV la colloca nell'ordine delle Asterales (stessa famiglia). Sempre in base alla classificazione APG IV sono cambiati anche i livelli superiori (vedi tabella iniziale a destra).

Il numero cromosomico di C. glomerata è: 2n = 30, 34 e 90.

### Sottospecie
Questa specie è polimorfa: è considerata tra le più variabili del genere. La variabilità si manifesta sia nella forma che nel tipo dell'infiorescenza che nella presenza dei peli o nella presenza o meno di fascetti laterali (vedere paragrafo “Infiorescenza”). Ad esempio esiste una varietà a fiore pieno e colore più intenso; oppure un'altra varietà a foglie cauline molto ravvicinate; oppure esiste una varietà quasi priva di caule, per cui i fiori sembrano emergere da una cespo radicale privo di fusto.

Sandro Pignatti nella "Flora d'Italia" descrive alcune varietà (elencate più sotto) di questa specie presenti sul territorio italiano. Non tutte le checklist considerano validi questi nominativi (e sono quindi considerati sinonimi) in quanto queste diversità potrebbero imputarsi a diverse esigenze ecologiche derivate dalle varie aree di appartenenza e quindi in definitiva rientrare nella variabilità individuale o di popolazione.

#### Sottospeciecervicarioides

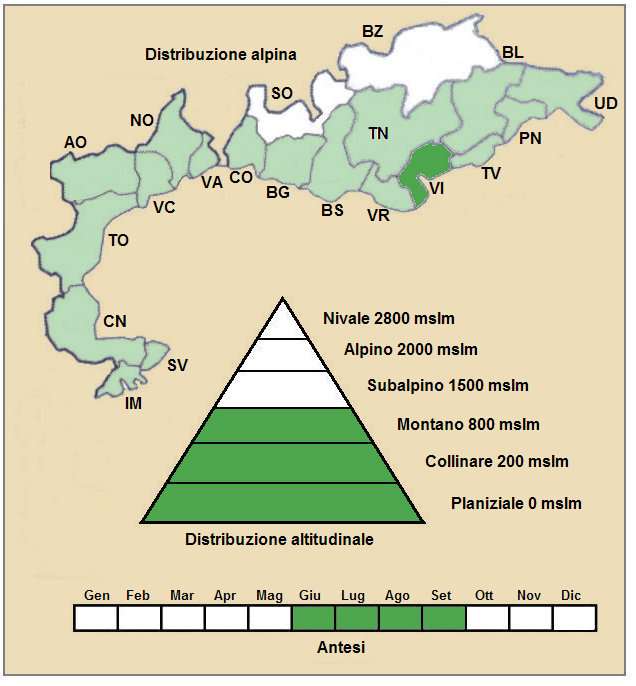
Distribuzione della sottospecie cervicarioides

- Nome scientifico: Campanula glomerata subsp. cervicarioides (Schult.) Arcang., 1882.[2][17]
- Basionimo: Campanula cervicarioides Schult., 1819.
- Nomi comuni:
  - (IT)  Campanula falsa cervicaria
  - (DE)  Borstige Knäuel-Glockenblume
  - (FR)  Campanule fausse campanule cervicaire
- Descrizione: l'altezza varia da 20 a 60 cm; i peli sono setolosi, quasi ispidi e l'infiorescenza è composta.
- Fioritura: da giugno ad settembre.
- Geoelemento: il tipo corologico (area di origine) è Sud Europeo.
- Distribuzione: in Italia nella zona alpina questa sottospecie si trova nel Veneto. Fuori dall'Italia, sempre nelle Alpi, questa specie si trova in Francia (dipartimenti di Alpes-de-Haute-Provence, Hautes-Alpes, Drôme, Isère, Savoia). Sugli altri rilievi europei collegati alle Alpi si trova nel Massiccio Centrale.
- Habitat: l'habitat tipico per questa pianta sono i querceti e gli ostrieti termofili sub-mediterranei e in parte le praterie rase e i prati (anche rocciosi) aridi del piano collinare e gli arbusteti meso-termofili. Il substrato preferito è calcareo con pH basico, medi valori nutrizionali del terreno che deve essere secco.
- Distribuzione altitudinale: da un punto di vista altitudinale questa specie frequenta il piano vegetazionale collinare, quello montano (oltre a quello planiziale).
- Fitosociologia: dal punto di vista fitosociologico la sottospecie appartiene alla seguente comunità vegetale:

Formazione : comunità forestali
Classe : Quercetea pubescentis
Ordine : Quercetalia pubescenti-sessiflorae
Alleanza : Quercion pubescenti-sessiflorae

#### Sottospeciefarinosa

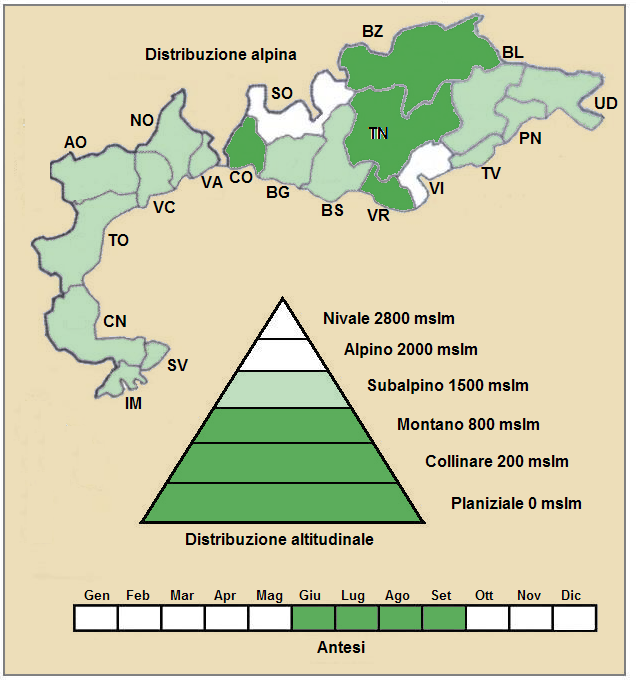
Distribuzione della sottospecie farinosa

- Nome scientifico: Campanula glomerata subsp. farinosa (Rochel ex Besser) Kirschl., 1852.[2][17]
- Basionimo: Campanula farinosa Andrz., 1821.
- Nomi comuni:
  - (IT)  Campanula farinosa
  - (DE)  Mehlige Knäuel-Glockenblume
  - (FR)  Campanule farineuse
- Descrizione: l'altezza varia da 20 a 60 cm; la pianta si presenta grigio-tomentosa con un unico capolino.
- Fioritura: da giugno ad settembre.
- Geoelemento: il tipo corologico (area di origine) è Est Europeo.
- Distribuzione: in Italia nella zona alpina questa sottospecie si trova nel Trentino-Alto Adige. Fuori dall'Italia, sempre nelle Alpi, questa specie si trova in Francia (dipartimenti di Alpes-de-Haute-Provence, Savoia e Alta Savoia) e in Svizzera (cantoni Vallese e Ticino). Sugli altri rilievi europei collegati alle Alpi si trova nella Foresta Nera e nei Carpazi.
- Habitat: l'habitat tipico per questa pianta sono i margini erbacei meso-termofili dei boschi, le praterie rase e i prati (anche rocciosi) aridi del piano collinare e gli arbusteti meso-termofili. Il substrato preferito è calcareo con pH basico, bassi valori nutrizionali del terreno che deve essere arido.
- Distribuzione altitudinale: da un punto di vista altitudinale questa specie frequenta il piano vegetazionale collinare, quello montano e in parte quello subalpino (oltre a quello planiziale).
- Fitosociologia: dal punto di vista fitosociologico la sottospecie appartiene alla seguente comunità vegetale:

Formazione : comunità a emicriptofite e camefite delle praterie rase magre secche
Classe : Festuco-Brometea

#### Sottospecieserotina

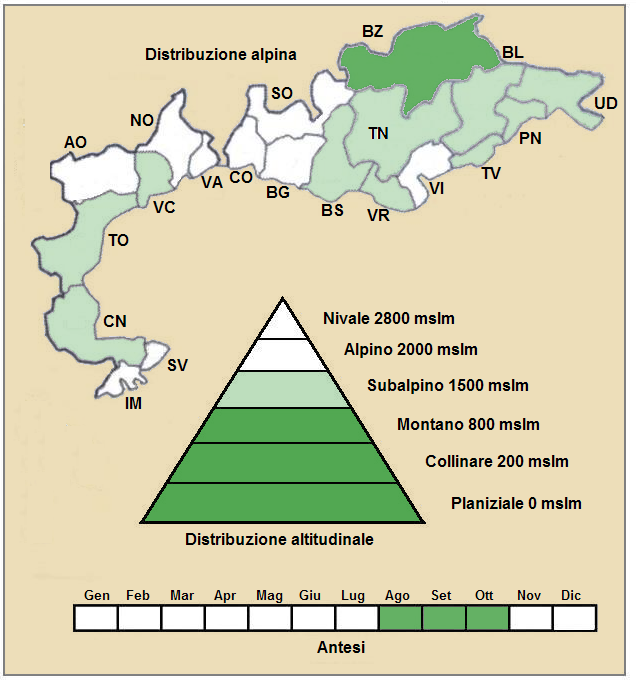
Distribuzione della sottospecie serotina

- Nome scientifico: Campanula glomerata subsp. serotina (Wettst.) O.Schwarz., 1949.[2][18]
- Basionimo: Campanula serotina Wettst., 1901.
- Nomi comuni:
  - (IT)  Campanula tardiva
  - (DE)  Späte Knäuel-Glockenblume
  - (FR)  Campanule tardive
- Descrizione: il fusto è più corto (5 – 15 cm) con un unico ma copioso capolino; le foglie basali sono più lunghe e quasi sembrano abbracciare il capolino stesso..
- Fioritura: da luglio ad ottobre.
- Geoelemento: il tipo corologico (area di origine) è Sud Est Europeo.
- Distribuzione: in Italia nella zona alpina questa sottospecie si trova nella provincia di Bolzano. Fuori dall'Italia, sempre nelle Alpi, questa specie si trova in Austria (Tirolo Settentrionale).
- Habitat: l'habitat tipico per questa pianta sono le praterie rase e i prati (anche rocciosi) aridi del piano collinare e montano. Il substrato preferito è calcareo, ma anche calcareo/siliceo con pH basico, e di valori nutrizionali medi del terreno che deve essere secco.
- Distribuzione altitudinale: da un punto di vista altitudinale questa specie frequenta il piano vegetazionale collinare, quello montano e in parte quello subalpino (oltre a quello planiziale).
- Fitosociologia: dal punto di vista fitosociologico la sottospecie appartiene alla seguente comunità vegetale:

Formazione: delle comunità a emicriptofite e camefite delle praterie rase magre secche;
Classe: Festuco-Brometea
Ordine:  Brometalia erecti 
Alleanza: Mesobromion 

#### Sottospecieelliptica
- Nome scientifico: Campanula glomerata subsp. elliptica (Kit. ex Schult.) Kirschl., 1851.[2]
- Descrizione: il capolino è unico.

#### Altre sottospecie
Acune checklist descrivono altre sottospecie:
- Campanula glomerata subsp. caucasica (Trautv.) Ogan.
- Campanula glomerata subsp. daqingshanica D.Y.Hong & Y.Z.Zhao
- Campanula glomerata subsp. hispida (Witasek) Hayek
- Campanula glomerata subsp. krylovii Olonova
- Campanula glomerata subsp. oblongifolia (Kharadze) Fed.
- Campanula glomerata subsp. oblongifolioides (Galushko) Ogan.
- Campanula glomerata subsp. panjutinii (Kolak.) Victorov
- Campanula glomerata subsp. speciosa (Hornem. ex Spreng.) Domin
- Campanula glomerata subsp. subcapitata (Popov) Fed.
- Campanula glomerata subsp. symphytifolia (Albov) Ogan.

### Sinonimi
L'entità di questa voce ha avuto nel tempo diverse nomenclature. L'elenco seguente indica alcuni tra i sinonimi più frequenti:
- Syncodon glomeratum  (L.) Fourr.
- Weitenwebera glomerata  (L.) Opiz

### Ibridi
Nell'elenco seguente sono indicati alcuni ibridi interspecifici:
- Campanula x pechlaneri J. Murr ex Dalla Torre & Sarnth. (1912) - Ibrido fra: C. glomerata subsp. glomerata e Campanula trachelium)

### Specie simili
- Campanula cervicaria L. – Campanula ruvida: si differenzia per le foglie inferiori che sono ristrette nel picciolo, e sono coperte da setole rigide (quasi ispide) e non molli; setole che sono presenti anche lungo il fusto. Inoltre preferisce ambienti più umidi. In Italia si trova solo al nord e sta diventando rara.
- Campanula foliosa Ten. - Campanula meridionale: le foglie inferiori sono più larghe e più seghettate che crenulate e presentano un picciolo alato; i denti del calice sono a forma lanceolata (in modo più evidente rispetto alla specie C. glomerata). Non sono presenti infiorescenze intermedie lungo il fusto. Vegeta a quote più alte e si trova solo al sud dell'Italia.

## Usi

### Cucina
Per scopi alimentari sono usati i fiori e le foglie.

### Giardinaggio
È una specie molto utilizzata in giardinaggio per ornare balconi e terrazze, ma anche pendii erbosi sempre ben soleggiati. L'impianto va fatto in Autunno o a fine Inverno e si moltiplica per divisione (oppure per seme in agosto – Settembre).

## Altre notizie
La campanula glomerata in altre lingue è chiamata nei seguenti modi:
- (DE)  Gewöhnliche Knäuel-Glockenblume
- (FR)  Campanule agglomérée
- (EN)  Clustered Bellflower

## Galleria d'immagini

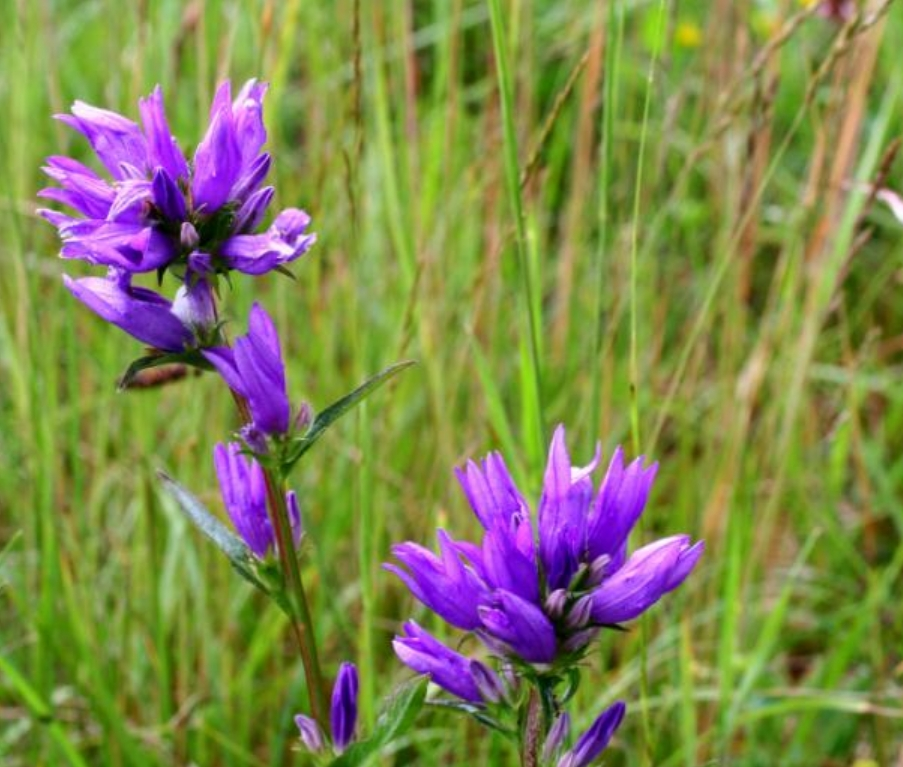
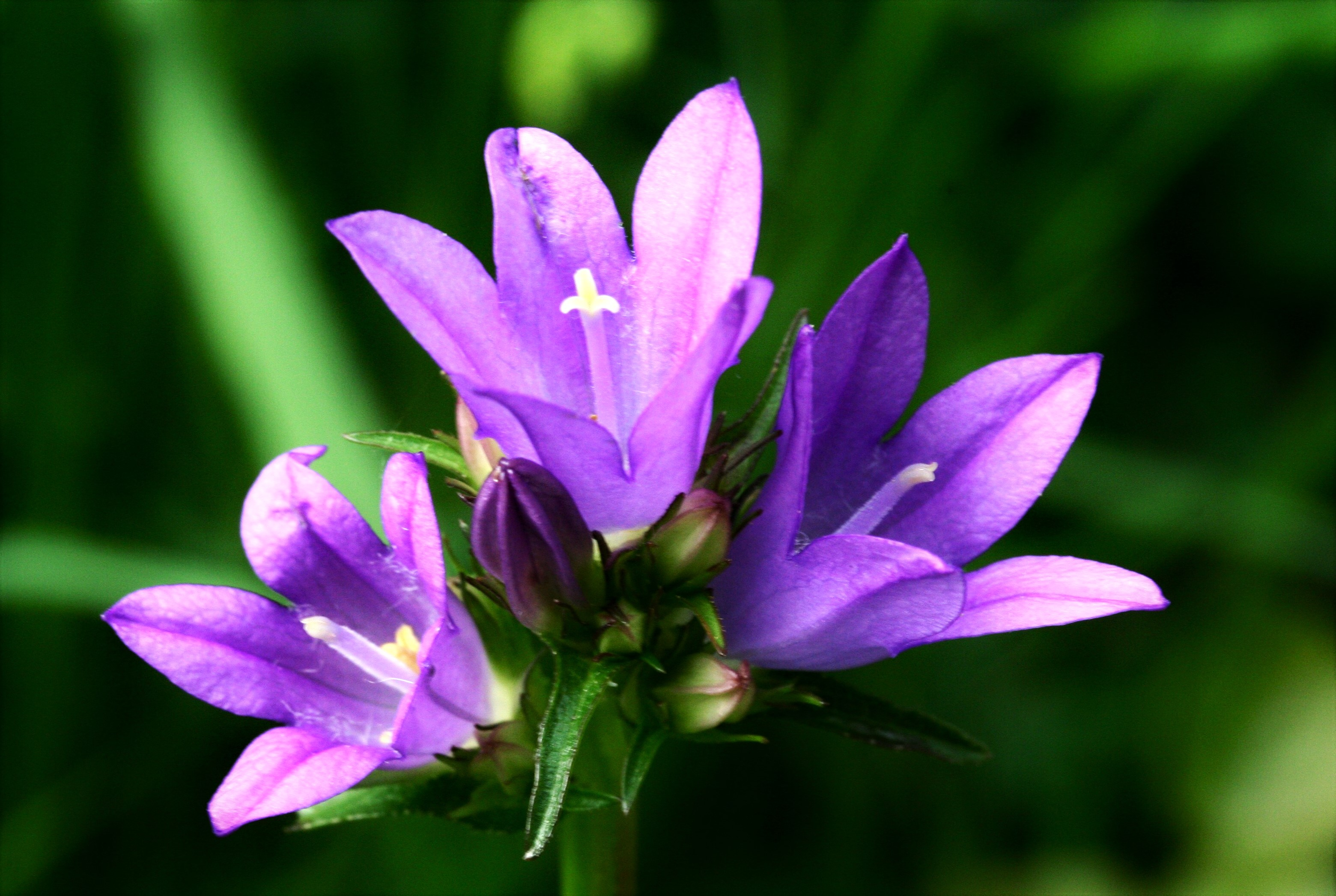
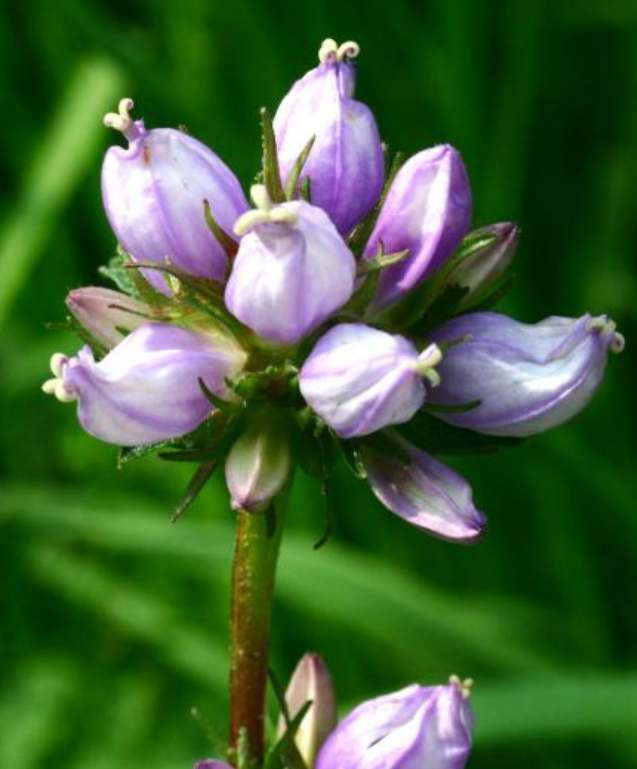
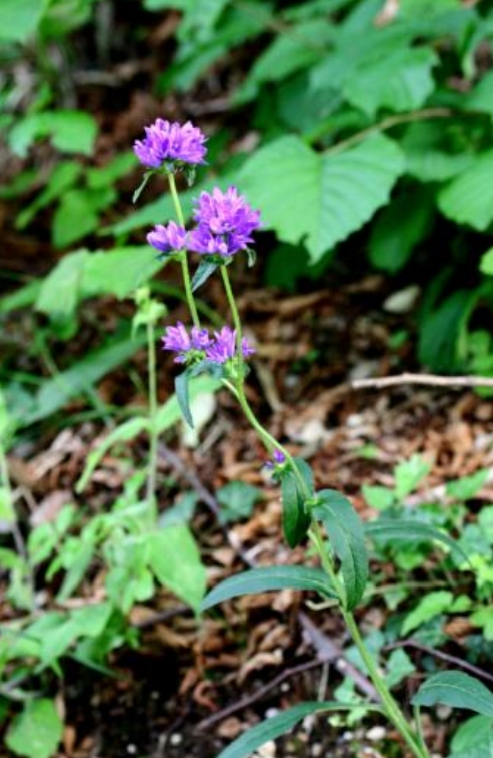
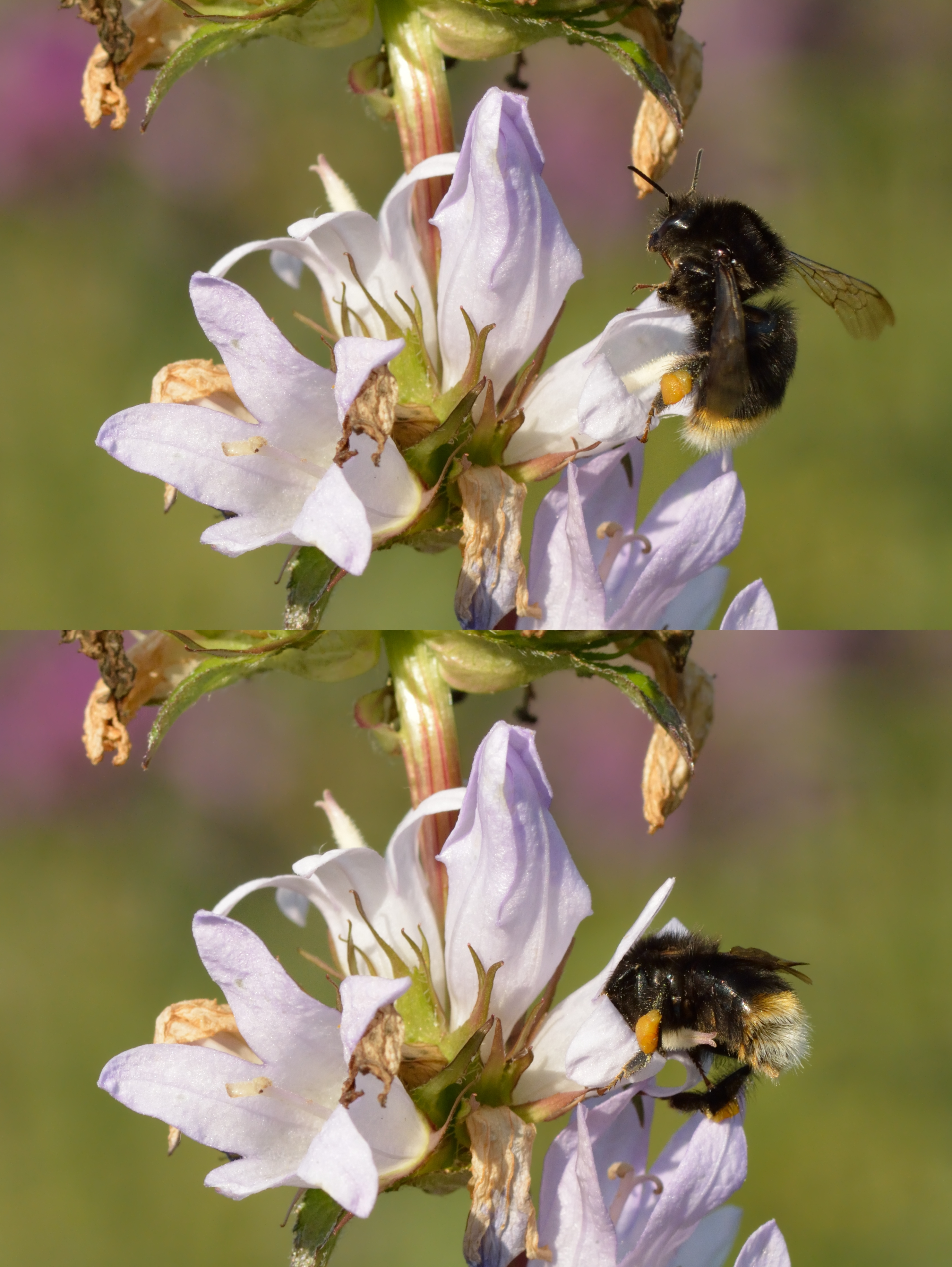